# Traité García Ortiz-Mangabeira
Le García Ortiz-Mangabeira est signé le 15 novembre 1928 entre la Colombie et le Brésil. 

## Description
Le traité García Ortiz-Mangabeira délimite la frontière entre les deux pays,.